# Barentsøya
Barentsøya ou île de Barents est une île faisant partie de l'archipel du Svalbard et dépendant donc de la Norvège. Elle est la quatrième île norvégienne la plus grande et porte le nom de l'explorateur néerlandais Willem Barentsz, qui, s'il a découvert le Svalbard, n'a par ailleurs jamais vu l'île.

## Géographie

### Situation
Barentsøya se situe en mer de Barents entre l'île de Spitzberg et Edgeøya. Parmi les îles de l'archipel, elle est celle qui est la plus couverte de glaciers (43 % de sa superficie). Elle a une superficie de 1288 km² et ne compte pas de population permanente. Au nord, dans le bras de mer entre Barentsøya et Spitzberg, se trouve l'île de Kükenthaløya. Au sud, entre Barentsøya et Edgeøya, se trouve le détroit de Freeman.

### Paysage
Le paysage a été fortement influencé par la géologie et est composé de vastes plateaux montagneux, de mesas et de pentes douces d'une hauteur de 300 à 600 mètres. L'intérieur de l'île est recouvert par plusieurs calottes glaciaires, la plus grande d'entre elles portant le nom de Barentsjøkulen et ayant une superficie de 570 km². Plusieurs langues glaciaires partant de cette calotte rejoignent la mer. L'île a toutefois moins de glaciers qui d'autres parties du Svalbard qui se situent plus haut ou qui reçoivent plus de précipitations.

### Climat
Comme dans l'ensemble de l'archipel du Svalbard, le climat de l'île est arctique.

## Histoire
L'île a été clairement moins utilisée pour la chasse que les autres parties des Svalbard. Un seul hivernage de trappeurs est connu, en 1894.
Entre 1959 et 1967, une série d'expéditions scientifiques ont été entreprises sous la direction du professeur de géographie Julius Büdel.

## Faune et flore
Malgré les conditions climatiques extrêmes, l'île présente une diversité d'espèces relativement grande. Elle compte ainsi différentes espèces de saxifrages, de renoncules et différentes autres sortes de plantes, dont la Linaigrette de Scheuchzer. Il y a également de nombreux champignons. De nombreuses mouettes tridactyles nichent sur l'île. Les ours polaires, les renards arctiques et les rennes du Spitzberg sont au nombre des mammifères vivant sur l'île.
L'île se trouve entièrement dans la Réserve naturelle de Søraust-Svalbard. Toute intervention technique (construction de bâtiments, exploitation minière, etc.) est interdite, tout comme tout dépôt de déchets, ou introduction d'animaux ou de plantes. Il n'est par ailleurs pas autorisé d'aller sur l'île avec des véhicules motorisés. Le gouverneur du Svalbard peut également interdire l'accès de tout ou partie de l'île aux visiteurs.

## Lien externe

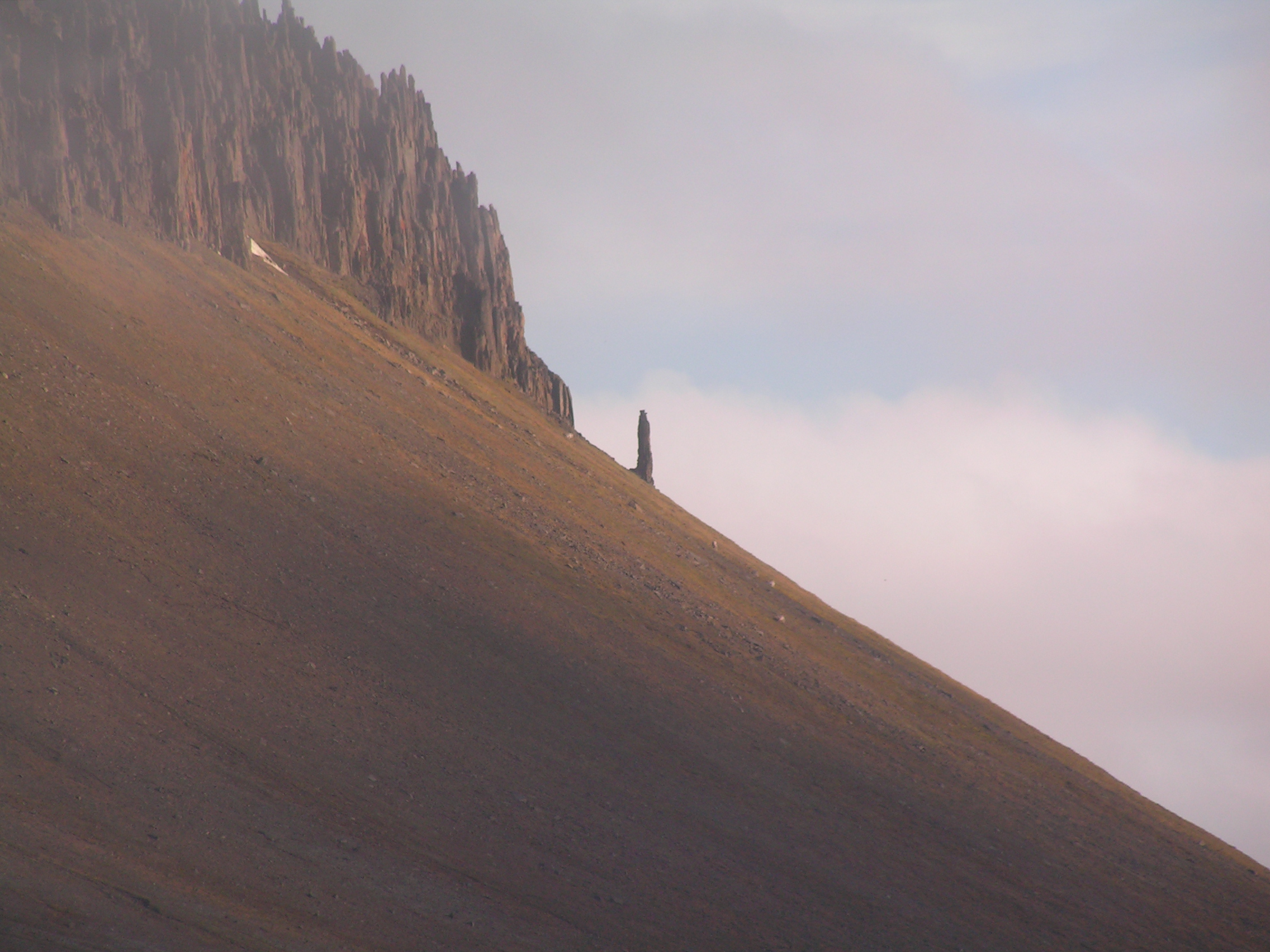
Un monolithe au nord de l'île
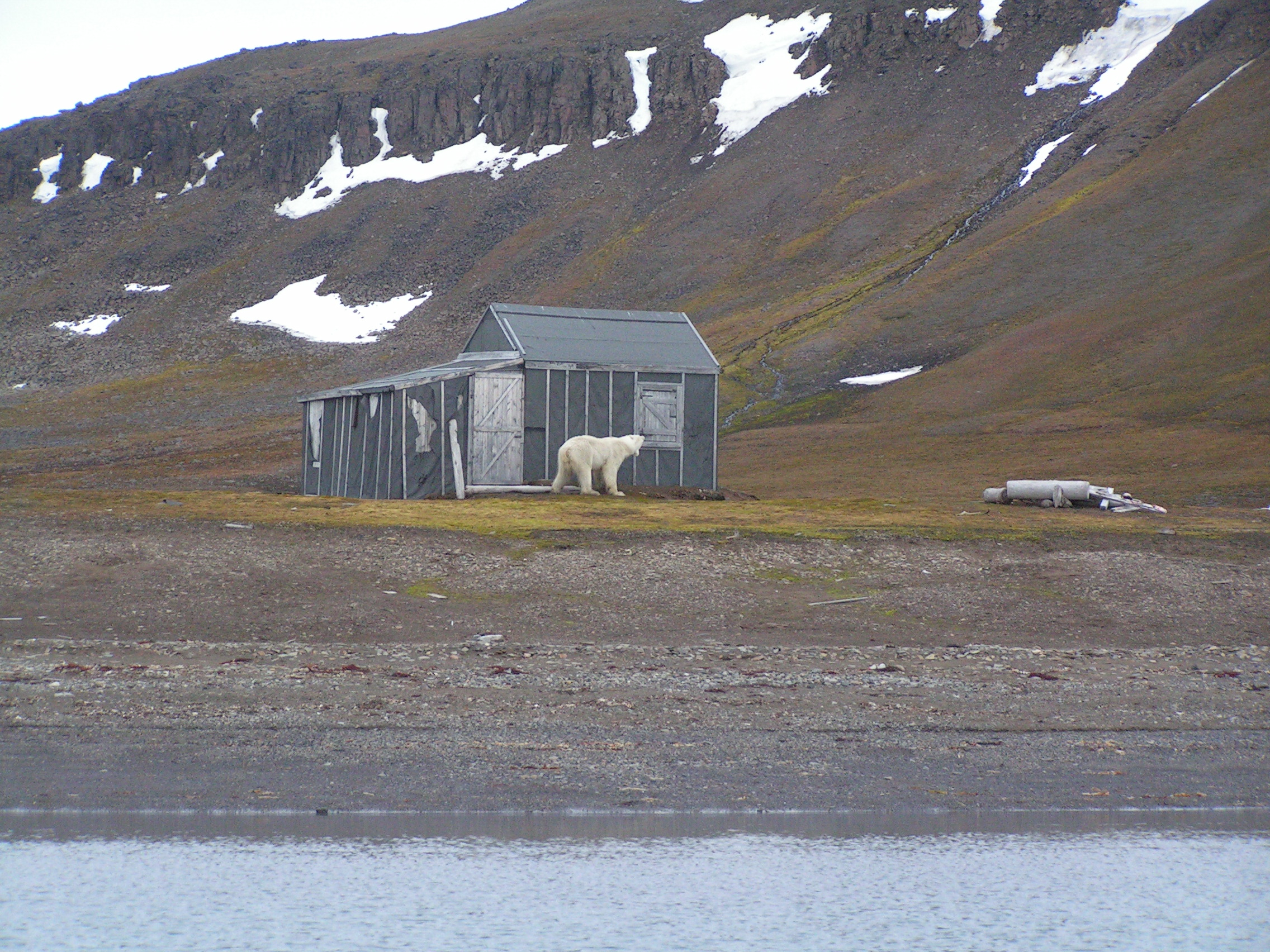
Un chalet visité par un ours polaire
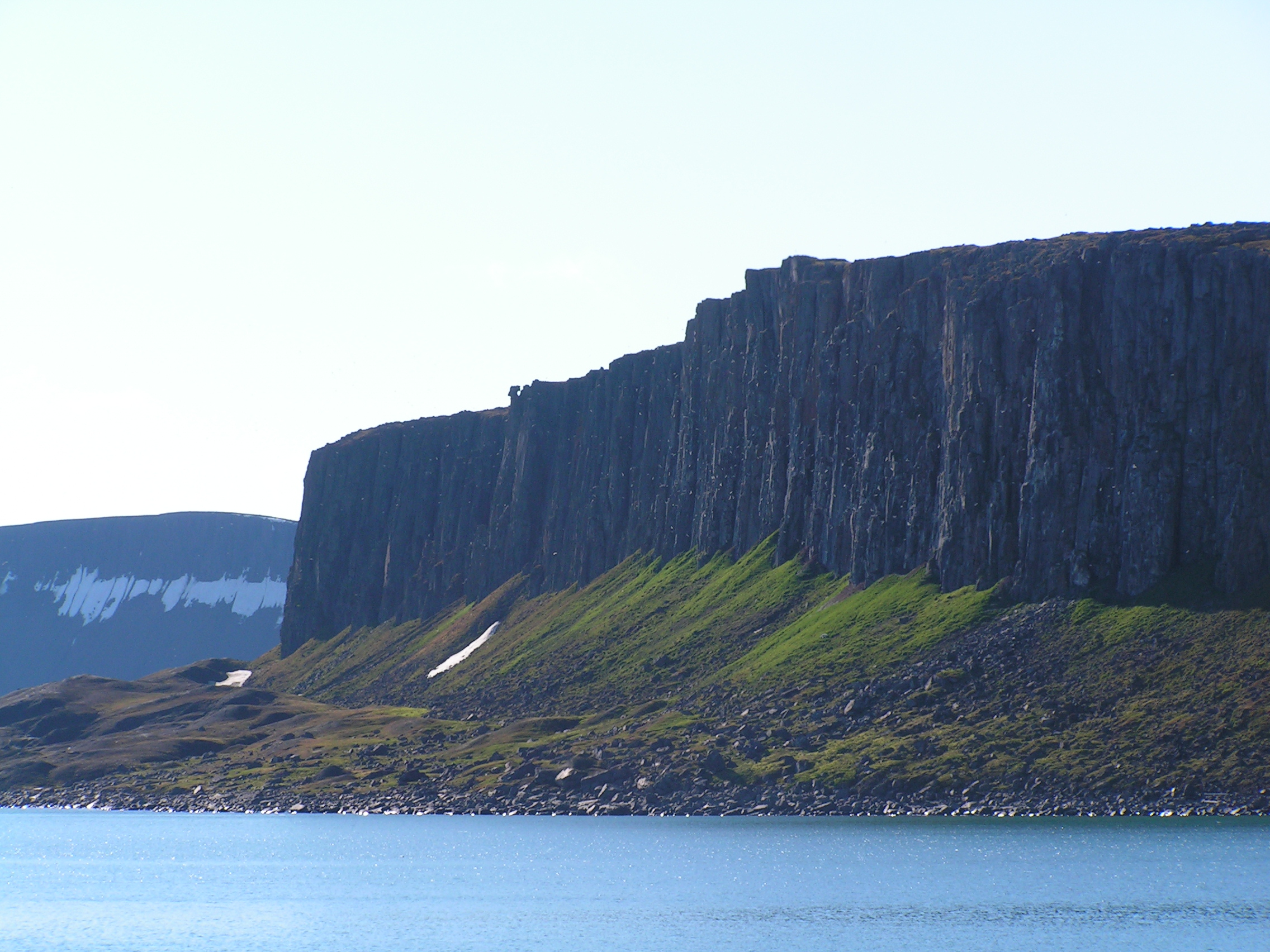
Une montagne à l'ouest de l'île,refuge et réserve de nourriture pour les oiseaux